# 乔安娜·埃文斯
乔安娜·埃文斯（英語：Joanna Evans，1997年7月25日—）生于弗里波特，是一名巴哈马女子游泳运动员，主攻自由泳。2014年7月，她在格拉斯哥英联邦运动会上完成了个人的国际主要赛事首秀，一个月后，她又参加了南京青奥。同年年底，她获得年度最佳巴哈马青年游泳运动员奖。2015年至2019年间，她在德克萨斯大学奥斯汀分校修读可持续性研究专业。